# Serge Lifar musagète
Pour plus de détails, voir Fiche technique et Distribution.
Serge Lifar musagète est un documentaire français écrit, produit, écrit et réalisé en 2005 par Dominique Delouche.

## Synopsis
En 2005, Serge Lifar aurait eu cent ans. Pour commémorer l'événement, Dominique Delouche a consacré un hommage cinématographique à ce danseur et chorégraphe hors normes, d'une beauté de statue grecque. Il fut révélé par Serge Diaghilev dans le cadre de ses Ballets russes comme danseur puis comme chorégraphe. À la mort de ce dernier il fut engagé à l'Opéra de Paris où il dirigea la danse pendant quarante ans.  Par son esthétique de danseur et l'originalité de ses chorégraphies, il fit souffler un vent nouveau dans le monde de la danse.

## Fiche technique
- Titre : Serge Lifar musagète, onze moments chorégraphiques
- Réalisateur, scénariste et producteur : Dominique Delouche
- Directeur de la photographie : Gilles Penichon
- Chorégraphies évoquées et étudiées dans le film : « Icare », « Le Chevalier et la Damoiselle », « Giselle », « « Istar », « Phèdre », « Mirages, « La Barre », « Chota Roustaveli »,  « Le Faune »...
- Palette graphique : Harley Escudier
- Montage : Vincent Vierron
- Ingénieurs du son : Julien Sultan, Nicolas Dogadalski (son stéréo)
- Société de production : Les Films du Prieuré, avec la participation du Centre National de la Cinématographie, de Mezzo et de l'Opéra National de Paris
- Sociétés de distribution : 
  -  France Les Films du Prieuré (en salles),
  -  France Doriane Films/Collection : Etoiles pour l'exemple N°5 (en DVD)
- Date et lieu de tournage : 2005, à l'Opéra National de Paris.
- Pays :  France
- Langue : français
- Format : couleur - 35mm (positif & négatif) - 1 x 1,66
- Attachée de presse : Florence Narozny
- Copyright : Dominique Delouche - Les Films du Prieuré 2005
- Visa d’exploitation no 112334 (Tous publics)
- Durée : 84 minutes
- Dates de sortie : 
  -  France : 30 novembre 2005
  -  France : 1er mai 2005 (en DVD)

## Distribution (dans leur propre rôle)
- Serge Lifar (séquences d'archive)
- Yvette Chauviré
- Nina Vyroubova
- Serge Peretti
- Claude Bessy
- Attilio Labis
- Cyril Atanassoff, étoile de l'Opéra de Paris
- Isabelle Guérin, étoile de l'Opéra de Paris
- Monique Loudières, étoile de l'Opéra de Paris
- Manuel Legris, étoile de l'Opéra de Paris
- Delphine Moussin, danseuse de l'Opéra de Paris
- Isabelle Ciaravola, danseuse de l'Opéra de Paris
- Yann Saiz, danseur de l'Opéra de Paris
- Janine Charrat
- Marcia Haydée
- Jean Babilée
- Julien Meyzindi, danseur de l'Opéra de Paris
- Stéphane Bullion, danseur de l'Opéra de Paris
- Dominique Delouche, introduisant le film

## Autour du film
Ce film comporte deux extraits d'oeuvres précédentes de Dominique Delouche, Le Spectre de la danse (1959-60) et L'Adage (1964).